# CRG
株式会社CRGは、東京都渋谷区に所在するエージェント事務所。CRGはCreative Guardian（クリエイティブ・ガーディアン）の略。
漫画家のヤマザキマリ、脚本家の福田靖などの代理人として活躍する弁護士の四宮隆史が設立した企業で、脚本家、漫画家、映画監督、小説家、作曲家などのクリエーターエージェントを主とし、自社レーベルとして「ACTORS」「STUDIO」「MUSIC」がある。

## AGENT
- 福田靖（脚本家）
- 長岡成貢（作曲家、編曲家、音楽プロデューサー）
- 熊澤尚人（監督、脚本家）
- 榎本憲男（小説家、映画監督、ストーリーコンサルタント）
- 深田晃司（映画監督）
- 矢柴俊博（俳優 / 企画・構成）
- 木下半太（映画監督・脚本家・小説家）
- solo（企画家集団）※提携
- 酒巻浩史（脚本家）
- まなべゆきこ（脚本家）
- 石川あさみ（脚本家）
- 片山慎三（監督）※契約窓口
- 内田英治（映画監督・脚本家）

## CRG ACTORS
- 石田ゆり子※業務提携
- 生駒里奈※業務提携
- 藍染カレン
- 彩雪
- 財田ありさ
- 水口早香
- 小池由
- 安藤聡海
- ぎぃ子
- 希志真ロイ
- 永楠あゆ美
- 長岩健人
- 西郷豊
- 金城しおり（シンガーソングライター）
- 千賀由紀子
- 伊佐美南
- 金谷みひろ ※ANTENNA
- 平川結月
- 柊太朗

## CRG STUDIO
- 朗読劇「季節が僕たちを連れ去ったあとに」（2014年5月）
- 映画「春夏秋冬物語」（2016年5月）
- テレビドラマ「今夜もLL♡(LIVE&LOVE)」（2017年4月）
- テレビドラマ「先に生まれただけの僕」（2017年10月）
- 映画「あゝ、荒野」（2017年10月）
- テレビドラマ「ケイジとケンジ〜所轄と地検の24時〜」（2020年1月）
- 短編映画「そこにいた男」片山慎三監督（2020年6月）企画製作
- テレビドラマ「書けないッ!?〜脚本家 吉丸圭佑の筋書きのない生活〜」（2020年1月）企画協力
- テレビドラマ「未来への１０カウント」（2022年4月）企画協力
- テレビドラマ「オールドルーキー」（2022年6月）脚本協力
- テレビドラマ「沈黙のパレード」（2022年9月）
- テレビドラマ「DOCTORS〜最強の名医〜ファイナル」（2023年1月）
- テレビドラマ「ケイジとケンジ、時々ハンジ。」（2023年4月）企画協力

## CRG MUSIC

### ARTIST
- 長岡成貢
- 金城しおり
- etsuco　※業務提携
- HIKIE　※業務提携

### WORK
- 桜田門外ノ変 オリジナル・サウンドトラック（2014年5月）
- 日曜劇場 JIN-仁- オリジナル・サウンドトラック（2016年1月）
- 映画「たたら侍」（2017年5月）

## かつての所属者
- 安倍みかる
- 末武拓也
- 中野夏奈
- 田中芽衣（業務提携）
- ヤマザキマリ（漫画家、随筆家）[注 1]
- 清瀬やえこ